# Accisa sui carburanti
Per accisa, in scienza delle finanze si intende una imposta sulla fabbricazione e vendita di prodotti di consumo applicata sulla quantità del prodotto, invece che sul suo prezzo (come invece avviene con l'IVA). Inoltre l'accisa è applicata una sola volta (alla fabbricazione o alla vendita), mentre l'IVA viene applicata ad ogni passaggio di mano del bene. Nella maggioranza dei paesi del mondo il prezzo dei carburanti è gravato da accisa, in particolare nei paesi non produttori.
Dopo gli anni 2000, in Europa, ci si è resi conto che i carburanti, e in particolare quelli di origine fossile, contribuiscono all'inquinamento; l'introduzione di accise viene perciò giustificata dalle spese sostenute dagli enti pubblici per ridurre l'impatto ambientale degli stessi.

## In Italia
Su tutto il territorio italiano sono oggi soggettati ad accisa: oli minerali e derivati, alcool e bevande alcoliche, fiammiferi, tabacchi lavorati, energia elettrica, gas metano, oli lubrificanti.
L'accisa (imposta di fabbricazione) sull'acquisto dei carburanti è stata, in varie epoche, variata a seguito di:
1. emergenze di cassa dello Stato (questo è stato fatto anche con l'IVA)
2. volontà di limitare le importazioni e la dipendenza da fonti energetiche esterne al paese
3. necessità di compensare i danni all'ambiente (tassa verde)

Il valore dell'accisa sul carburante è diverso a seconda dell'uso che l'acquirente intende farne: in generale maggiore per il trasporto, minore per il riscaldamento.

### Andamento della imposta sulla benzina durante il Regno d'Italia
Con il R.D.L. n.1373/1915 gli oli minerali, benzina inclusa, vengono tassati di 8 lire al quintale. Una imposta specifica sulla benzina si ha a partire dal 1921, vedere primo rigo della tabella seguente.
| Andamento imposta sulla benzina nel Regno d'Italia |               |            |                           |                                                     |
| Data                                               | Lire/quintale | Variazione | Riferimento normativo     | Note                                                |
| 3/2/1921                                           | 60            | n.a.       | R.D.L. n.54/1921, art.2   | La denominazione è tassa di vendita                 |
| 26/7/1925                                          | 30            | -30        | R.D.L. n.1257/1925, art.1 |                                                     |
| 24/9/1931                                          | 80            | +50        | R.D.L. n.1187/1931, art.4 |                                                     |
| 5/2/1934                                           | 161           | +81        | R.D.L. n.88/1934, art.3   |                                                     |
| 28/8/1935                                          | 261           | +100       | R.D.L. n.1536/1935, art.1 |                                                     |
| 31/10/1935                                         | 361           | +100       | R.D.L. n.1857/1935, art.1 |                                                     |
| 18/7/1936                                          | 240           | -121       | R.D.L. n.1361/1936, art.1 |                                                     |
| 10/9/1936                                          | 161           | -79        | R.D.L. n.1646/1936, art.1 |                                                     |
| 11/12/1936                                         | 170           | +9         | R.D.L. n.2099/1936, art.1 |                                                     |
| 11/7/1937                                          | 220           | +50        | R.D.L. n.1050/1937, art.1 |                                                     |
| 17/11/1937                                         | 320           | +100       | R.D.L. n.1870/1937, art.3 |                                                     |
| 28/4/1938                                          | 335           | +15        | R.D.L. n.390/1938, art.1  |                                                     |
| 28/2/1939                                          | 335           | 0          | R.D.L. n.334/1939, art.1  | La denominazione cambia in imposta di fabbricazione |
| 25/8/1939                                          | 530           | +195       | R.D.L. n.1201/1939, art.1 |                                                     |
| R.D.L. corrisponde a regio decreto legge           |               |            |                           |                                                     |

Per quanto riguarda la benzina per l'autotrazione, nel tempo sono stati applicati svariati incrementi della accisa per necessità economiche da coprire (emergenze, guerre, manovre fiscali, ecc.), come avviene per altre imposte, dirette ed indirette. A tale proposito alcuni politici e media hanno fatto circolare una novellazione che presenta tali incrementi come "addizionali di accisa", aggiungendo che raramente sarebbero stati revocati. Come si può agevolmente verificare dai riferimenti normativi della tabella in questa sezione, non ci sono addizionali, e il testo legislativo si limita a stabilire una variazione della imposta come voce unica. E non troviamo alcuna indicazione dello scopo dell'aumento o una motivazione dietro alle svariate riduzioni che ci sono state. Parimenti non sono stati creati sottoconti della imposta in cui fare affluire una presunta addizionale per uno scopo precipuo. In realtà l'intera imposta, una unica accisa, confluiva e confluisce nel bilancio pubblico complessivo da cui poi si effettuano i vari prelievi di spesa. Nonostante sia banale accedere ai testi legislativi per una verifica, svariati politici di spicco hanno portato avanti la leggenda che gli incrementi emergenziali della accisa (che denominano "accise" nella novellazioni di tante addizionali) restino in vigore da decenni seppure venute meno le loro ragioni, tra cui l'affermazione che si starebbe ancora incassando una "accisa" di 1,9 Lire al litro per finanziare la Guerra in Etiopia. Eppure dalla tabella allegata si verifica immediatamente che il 10 settembre 1936 l'imposta torna a Lire 161 al quintale come era dal 5 febbraio 1934, grazie a due riduzioni di imposta decisi nel 1936. Considerando una densità della benzina di 0,728 chili per litro, ne viene fuori che un quintale ne porta 137,4 litri e dividendo il prezzo di 261 lire per quintale, con tale quantità, ne viene un prezzo della imposta sulla benzina di 1,9 lire al litro. Appare quindi che l'ammontare citato nella novellazione corrisponda alla imposta totale in vigore dopo il primo aumento deliberato nel 1935..

### Andamento della imposta sulla benzina della Repubblica Italiana
Di seguito la lista (non completa) degli aumenti straordinari della accisa:
- 14 lire (0,00723 euro) per il finanziamento della crisi di Suez del 1956;
- 10 lire (0,00516 euro) per la ricostruzione dopo il disastro del Vajont del 1963;
- 10 lire (0,00516 euro) per la ricostruzione dopo l'alluvione di Firenze del 1966;
- 10 lire (0,00516 euro) per la ricostruzione dopo il terremoto del Belice del 1968;
- 99 lire (0,0511 euro) per la ricostruzione dopo il terremoto del Friuli del 1976;
- 75 lire (0,0387 euro) per la ricostruzione dopo il terremoto dell'Irpinia del 1980;
- 205 lire (0,106 euro) per il finanziamento della missione ONU durante la guerra del Libano del 1982;
- 22 lire (0,0114 euro) per il finanziamento della missione ONU durante la guerra in Bosnia del 1995;
- 0,02 euro per il rinnovo del contratto degli autoferrotranvieri del 2004;
- 0,005 euro per l'acquisto di autobus ecologici nel 2005;
- 0,0051 euro per far fronte al terremoto dell'Aquila del 2009;
- da 0,0071 a 0,0055 euro per il finanziamento alla cultura nel 2011;
- 0,04 euro per far fronte all'arrivo di immigrati dopo la crisi libica del 2011;
- 0,0089 euro per far fronte all'alluvione che ha colpito la Liguria e la Toscana nel novembre 2011;
- 0,082 euro (0,113 sul diesel) per il decreto "Salva Italia" nel dicembre 2011;
- 0,024 euro per far fronte ai terremoti dell'Emilia del 2012;
- 0,005 euro per il finanziamento del "Bonus gestori" e la riduzione delle tasse ai terremotati dell'Abruzzo;
- 0,0024 euro per il finanziamento di alcune spese del decreto Fare "Nuova Sabatini" (dal 1º marzo al 31 dicembre 2014).

Nel Testo Unico del decreto legislativo del 1995 l'accisa viene definita in modo unitario ed il gettito finanzia il bilancio statale nel suo complesso.
Nella legge di stabilità del 2013 le accise sono state rese strutturali.
Il totale di suddetti incrementi dell'accisa, stabiliti prima dal Regno d'Italia e poi dalla Repubblica Italiana, ammonta a circa 0,41 euro (0,50 euro IVA inclusa). Da precisare che dal 1999 un decreto legislativo permette alle varie Regioni di imporre una accisa autonoma sulla benzina.
La scelta di differenziare la accisa applicate ai carburanti (dati 2020) è un meccanismo statale di indirizzo politico-economico:
1. benzina: €728,40 per 1000 l
2. gasolio: €617,40 per 1000 l (€416,00 per 1000 l nel 2006)
3. GPL: €267,77 per 1000 l (dato indicativo, calcolato applicando una conversione di 520 kg/m3)
4. GNC: €4,4 per 1000 kg (dato indicativo, calcolato applicando una conversione di 0,74 kg/m3)

Il 15 maggio 2025 entra in vigore il decreto interministeriale "Revisione delle disposizioni in materia di accise", firmato dal ministro dell'Ambiente Gilberto Pichetto Fratin e da quello dell’Economia Giancarlo Giorgetti, che stabilisce che le aliquote delle accise diventano: 71,34 centesimi per litro per la benzina (-1.5 cent.) e 63,24 centesimi di euro per litro per il gasolio (+1,5 cent.). Il decreto è motivato da un allineamento alla missione 7 del REPowerEU, che considera la minore accisa sul gasolio come un "sussidio ambientalmente dannoso". Per questo è stato stabilito il progressivo allineamento delle accise, da effettuarsi nell'arco di 5 anni a partire dal 2025. Il provvedimento prevede che le maggiori entrate siano destinate all'incremento del Fondo nazionale per il concorso finanziario dello Stato agli oneri del trasporto pubblico locale.